# Вестенхольц, Элизабет
Элизабет Вестенхольц (дат. Elisabeth Westenholz; род. 6 августа 1942, Копенгаген) — датская пианистка.
Начала играть на фортепиано под руководством своих родителей, пианистов-дилетантов, затем занималась у известного датского педагога Харриет Эстергор-Андерсен (1918—2014). Окончила Королевскую консерваторию в Копенгагене, ученица Эстер Вагнинг и Арне Скьолля Расмуссена. Некоторое время также училась в Великобритании у Патрика Пиггота и Леони Гомбрих-Хок.
Концертирует с 1968 года. Наиболее известна как исполнительница произведений Людвига ван Бетховена и Карла Нильсена. Гастролировала как солистка в разных странах мира, в том числе в России, где её исполнение произведений Дмитрия Шостаковича на фестивале «Времена года» в Санкт-Петербурге получило высокую оценку критики. Как ансамблист выступает в составе фортепианного трио с Николаем Мадоевым и Кимом Баком Динитценом. На протяжении многих лет была также органистом Хольменской церкви в Копенгагене.
Записала, в частности, все концерты Бетховена (с копенгагенским камерным оркестром Collegium Musicum под руководством Микаэля Шёнвандта) и все его произведения для виолончели и фортепиано (с Ральфом Киршбаумом), два тома фортепианных сочинений Нильса Гаде.